# Firmamento

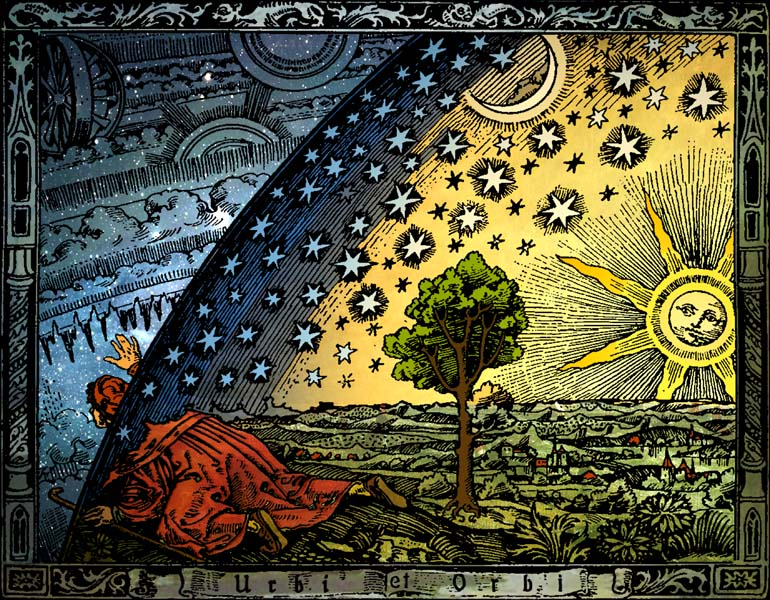
El llamado «grabado Flammarion» (versión posterior coloreada) del libro L'Atmosphere: Météorologie Populaire (París, 1888, pp. 163) publicado por el astrónomo Camille Flammarion.

Se entiende por firmamento a la bóveda celeste en la que se encuentran aparentemente los astros.

## Evolución del concepto
En tiempos remotos los científicos creían que las estrellas estaban fijas en la bóveda celeste, por lo que se llamó firmamento a este conjunto «firme».
En el sistema geocéntrico de Claudio Ptolomeo (siglo II d. C.), la «esfera de las estrellas fijas» constituía la cáscara externa del universo, en cuyo centro se encontraba la Tierra y por la que se movían el 
Sol, la Luna y los planetas.  La idea de un fondo de estrellas «fijas o firmes» continuó con Copérnico y Kepler hasta que finalmente, en el siglo XVIII, se la desechó gracias a los trabajos de Edmund Halley.
Finalmente en 1838, Friedrich Bessel fue capaz de medir por paralaje la distancia de la estrella 61-Cygni a la Tierra cambiando la visión plana del universo a una visión en tres dimensiones.
Sin embargo, el término firmamento se sigue utilizando.